# 패리스 잭슨
패리스마이클 캐서린 잭슨(영어: Paris-Michael Katherine Jackson, 1998년 4월 3일 ~ )은 미국의 배우, 모델, 가수이다. 마이클 잭슨과 그의 아내 데비 로의 둘째 딸이다.

## 생애
1998년 4월 3일 미국 캘리포니아주 로스앤젤레스에서 마이클 잭슨과 데비 로 사이에서 태어났다. 마이클 잭슨의 둘째 자녀로, 첫째 프린스 잭슨과 둘째 패리스 잭슨은 데비 로 소생이며, 셋째 비기 잭슨은 대리모와의 사이에서 낳은 자녀이다. 패리스는 2000년 어머니와 이혼한 후 전적인 양육권을 받은 아버지에 의해 전적으로 양육되었으며, 로는 자신의 의도라고 밝혔고 마이클과 아이들을 양육하고 양육권을 갖기로 합의했다. 
'팝의 황제'로 불렸던 아버지 마이클 잭슨의 유명세 때문에 어린 시절부터 많은 주목을 받게 되었으나, 마이클 잭슨은 자녀들이 어린 나이부터 언론에 노출되기를 원치 않았고 이 때문에 자녀들과 외출할 때면 늘 자녀들의 얼굴에 가면을 씌웠다. 이는 마이클 잭슨이 어린 나이부터 주목을 받게 되며 얻게 된 여러 부정적 현상들을 자신의 자녀들만큼은 겪지 않기를 바랬기 때문이다. 2012년 마이클 잭슨의 3주기를 맞아 오프라 윈프리와 가진 인터뷰에서, 어린 시절 아버지가 자신을 언론이나 대중들의 관심으로부터 분리시켜 키웠기 때문에 평범한 어린 시절을 보낼 수 있었다고 답한 바 있다. 2005년까지 아버지와 네버랜드 랜치에서 살다가, 마이클 잭슨이 2차 성추행 사건에서 무죄를 선고받은 이후 미국을 떠나 거주하게 되면서 유럽과 레바논 등지에서 잠시 해외 생활을 하기도 했다.
패리스 잭슨이 처음 대중들 앞에 모습을 드러낸 건 아버지 마이클 잭슨의 장례식 때였다. 2009년 7월 7일 LA 스페이플스 센터에서 열린 마이클 잭슨의 영결식의 후반부에 무대에 오른 패리스는 고모 자넷 잭슨의 품에 안겨 아버지에게 마지막 작별인사를 전했는데, "아버지는 나에게 최고의 아버지였어요. 늘 사랑한다고 말하고 싶어요" 라는 말을 남기며 끝내 눈물을 흘렸다. 마이클 잭슨의 사망 이후 본격적으로 연예계 데뷔 준비를 하기 시작했는데 가수였던 아버지와 달리 패리스 잭슨은 배우를 지향하였다.
2011년 9월 열린 마이클 잭슨의 솔로 데뷔 40주년 콘서트에 오빠 프린스 잭슨과 프린스 마이클 잭슨 2세와 함께 게스트로 참석해 모습을 들어냈으며, 2012년 마이클 잭슨의 3주기를 맞아 오프라 윈프리와 단독인터뷰를 진행하였다. 패리스 잭슨은 이 인터뷰에서 자신이 배우 준비를 하고 있으며, 아버지와 보낸 어린 시절을 추억하기도 했다. 한편 패리스 잭슨은 여전히 외출하거나 친구를 만날 때 경호원을 대동한다고 밝혔으며 온라인상에서 공격당한 적도 있다고 밝혀 충격을 주었다.
2013년에는 자신이 다니는 고등학교의 치어리더 팀 오디션에 합격, 고교 농구 치어리더로 활동하기도 하였다. 당시 치어리더팀에서 뛰어난 실력을 보여줘 NFL 팀에서 패리스 잭슨에게 치어리더로 활동해달라는 공개 오퍼를 넣어서 화제가 되었다. 한편 인터뷰에 응한 패리스 잭슨의 치어리더 팀 동료는 패리스가 마이클 잭슨의 딸이라는 점 때문에 신기해했으나 그러한 특별함이 크게 느껴지지 않을 정도로 패리스 잭슨이 팀에 잘 적응하고 좋은 실력을 보여주고 있다며 만족감을 표시하였다.
그러나 같은 해 6월, 자신의 트위터에 비틀즈가 부른 <Yesterday> 가사를 올린 뒤 자살 시도를 해 충격을 주기도 했다. 일부 언론사들은 패리스 잭슨이 아버지의 공연 관련 민사소송에 증인으로 참석하는 것에 부담을 느껴 자해를 했다고 보도했으나, 잭슨의 가족들은 이를 즉각 부인하며 아직 미성년자인 패리스 잭슨이 아버지의 소송에 관련해 어떤 법적인 관여도 하지 않을 것이며 아버지의 소송으로 인해 패리스 잭슨이 영향을 받지 않도록 최선을 다할 것이라는 성명문을 발표했다.
이 후 3년의 준비기간을 거쳐 2017년 1월, 롤링 스톤의 커버 모델로 연예계에 정식 데뷔하였고 3월 모델 에이전시인 IMG와 계약을 체결하였다. 2018년에는 영화 <그링고> 에 출연하며 배우로도 데뷔하였고, 2020년에는 남자친구인 가브리엘 글렌과 The Soundflowers라는 이름의 록밴드를 결성, 5개의 곡을 담은 EP 앨범을 발매하기도 하였다.

## 출연 작품
- 그링고 - 넬리 역
- 해빗 - 예수 역